# Parafia św. Proroka Eliasza w Białymstoku
Parafia św. Proroka Eliasza – parafia prawosławna w Białymstoku, w dekanacie Białystok należącym do diecezji białostocko-gdańskiej.
Na terenie parafii funkcjonuje 1 cerkiew:
- cerkiew św. Proroka Eliasza w Białymstoku – parafialna

Na osiedlu Dojlidy Górne, u zbiegu ulic Milowej i Wigierskiej rozpoczęto 16 września 2012 budowę cerkwi filialnej pod wezwaniem św. Męczennika Archimandryty Grzegorza.

## Historia
Dojlidy w chwili obecnej są częścią miasta Białegostoku, powstały one w połowie XV wieku. Założycielem ich był potomek znamienitego żmudzkiego rodu Raczko Tabutowicz. W XVI w. na wspomnianym terytorium istniały już dwie miejscowości: Dojlidy i Białystok, należące do dwóch synów Tabutowicza. Następnymi właścicielami Dojlid były rody Chodkiewiczów, Sapiehów, Rudzkich, Radziwiłłów i innych. Nazwa „Dojlidy Fabryczne” pojawiła się w XIX wieku, wraz z rozwojem na terenie osady przemysłu tekstylnego. Parafia prawosławna w Dojlidach istnieje od czasu powstania osady. Od XVII w. do 1839 parafia należała do Kościoła unickiego.
Działalność parafii została przerwana w czasie I wojny światowej, kiedy to większość prawosławnych udała się na bieżeństwo. W okresie międzywojennym cerkiew rozebrano, a budynki parafialne przejęli rzymscy katolicy. Wiernych dołączono do parafii św. Mikołaja. W 1946 rozpoczęto starania o reaktywację parafii, co nastąpiło w 1951. Duże zasługi dla rozwoju parafii dojlidzkiej położył ks. Aleksander Tomkowid, będący tutejszym proboszczem przez 27 lat. Wiele trudu włożył także ks. Mikołaj Borowik, również wieloletni proboszcz dojlidzkiej parafii.

## Świątynia parafialna
W 1874 prawosławny baron Rydygier wybudował na cmentarzu kaplicę-grobowiec, w którym pochował swego tragicznie zmarłego syna (kapitana armii rosyjskiej, stacjonującego we Francji), a następnie swoją żonę i brata. W latach 1953–1970 nastąpił dynamiczny rozwój przedmieść Białegostoku – Dojlid. W związku z tym zaistniała potrzeba ponownej rozbudowy cerkwi. W 1963 położono kamień węgielny pod budowę nowej świątyni, która powstała na fundamentach starszej kaplicy. Rozbudowa zakończyła się w 1970 i świątynia uzyskała obecny wygląd.

## Liczba wiernych i zasięg terytorialny
Dokładny opis parafii dojlidzkiej znajdujemy w protokole z wizytacji przeprowadzonej przez księdza Leona Krasowskiego 25 listopada 1804. Według tej wizytacji do parafii dojlidzkiej należały wsie: Ogrodniczki, Nowodworze, Ciasne, Karakule, Sobolewo, Kuriany, Kamionka, Skribicze, Solniki, Dojlidy, Ogrodniczki Dojlidzkie, Olmonty, Horodniany, Zawady, Krywany, Usowicze, Bagnówka, Skorupy, Pieczurki, Sowlany, Sobolewka, Wojnowa, Trakt Hetmański, Korolowy Most i miasto Białystok. Do parafii przynależało zdolnych do przyjęcia sakramentów: mężczyzn 226, kobiet 233 – ogółem 459. Protokół opisuje również szczegółowo cerkiew dojlidzką. Obecnie do parafii należą: Białystok (część), Kuriany, Halickie, Protasy i Zajezierce.

## Wykaz proboszczów
- 1828–1850 – ks. Onufry Gogolewski
- 1865–1873 – ks. Józef Sosnowski
- 1873–1877 – ks. Aleksander Kiedyś
- 1877–1891 – ks. Lew Zieliński
- 1891–1896 – ks. Józef Szyryński
- 1896–1901 – ks. Flor Sosnowski
- 1901–1915 – ks. Aleksander Kaliszewski

### Po odzyskaniu samodzielności
- 1951–1953 – ks. Mikołaj Pasternacki
- 1953–1979 – ks. Aleksander Tomkowid
- 1979–1993 – ks. Aleksy Nesterowicz
- 1993–2008 – ks. Mikołaj Borowik
- od 2008 – ks. Anatol Fiedoruk